# 두바이의 마천루 목록

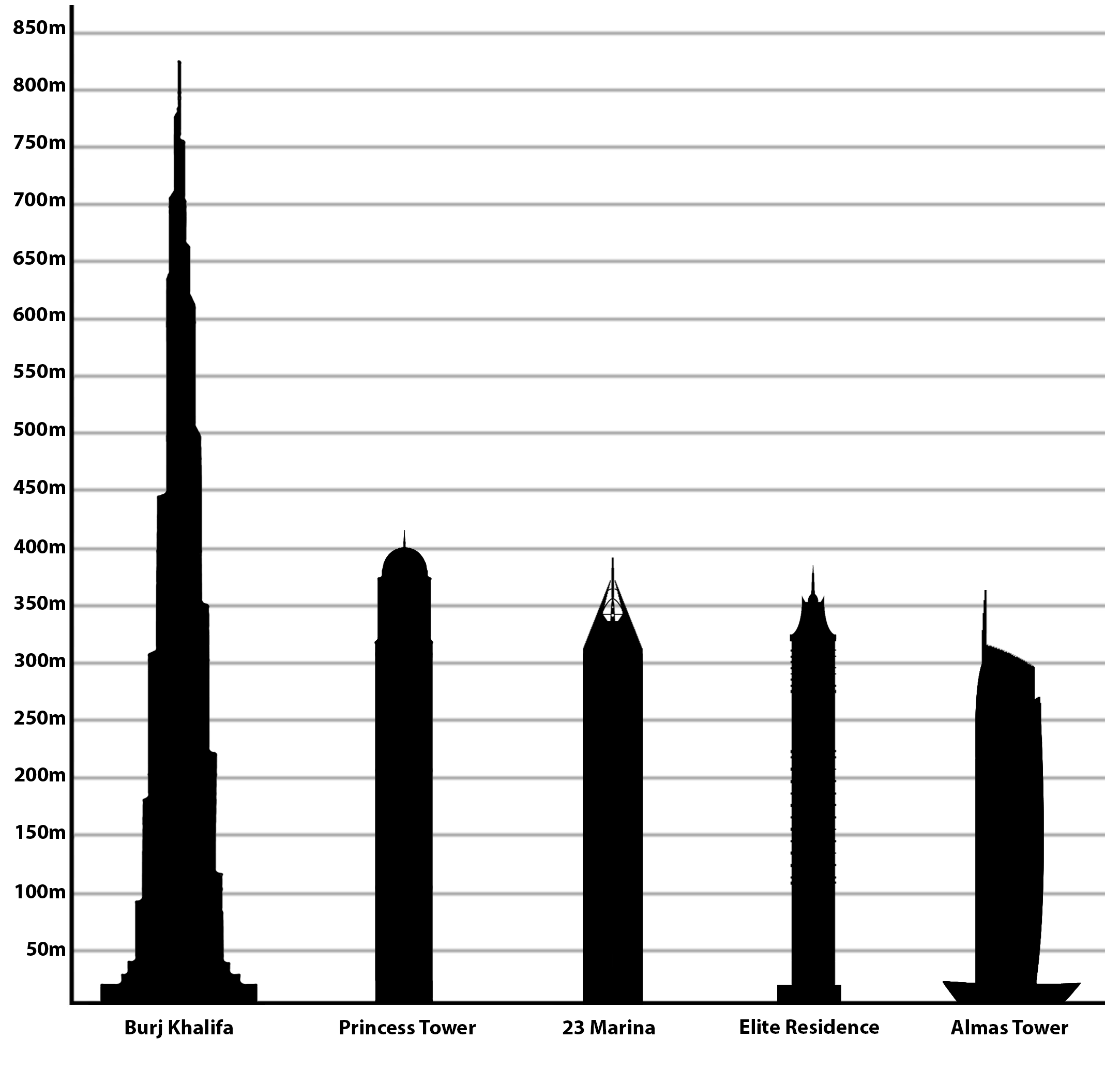
두바이에서 가장 높은 마천루다.

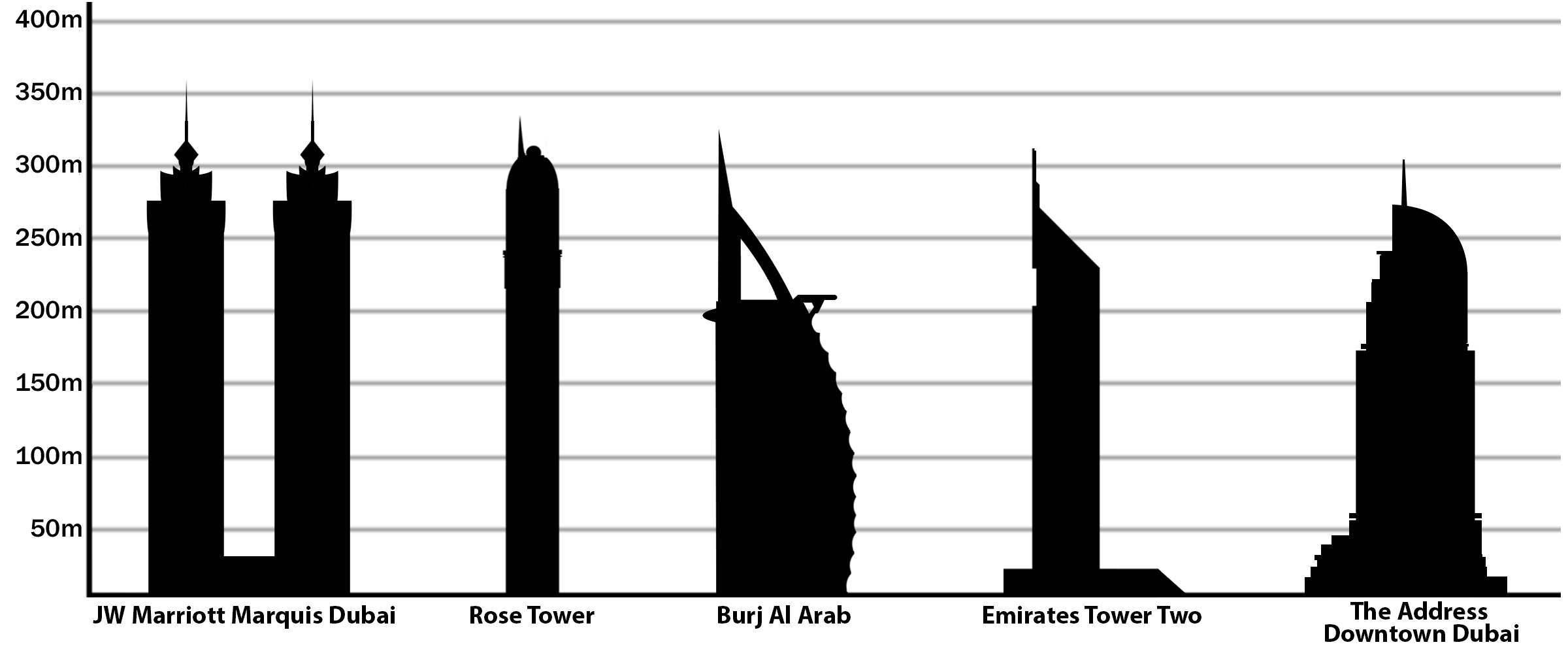
두바이에서 가장 높은 호텔이다.

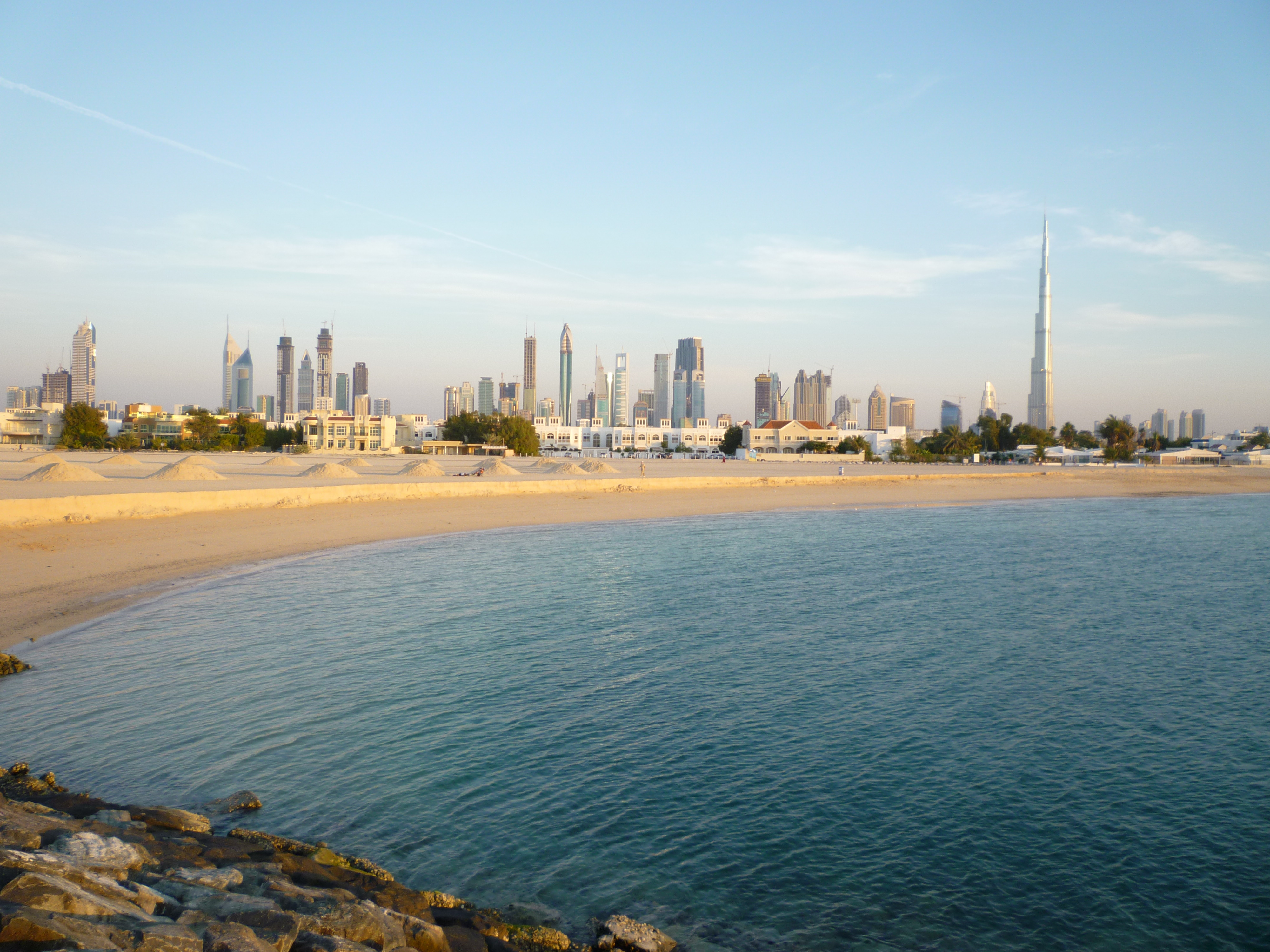
일몰 전에 두바이 스카이라인

아랍에미리트에서 가장 큰 도시인 두바이는 911개의 고층 건물이 들어서 있으며, 그 중 88개가 180 미터 (591 ft)보다 높다. 두바이에서 가장 높은 마천루는 828 미터 (2,717 ft) 높이로 161층으로 이루어진 부르즈 할리파다. 이 타워는 2010년 1월에 완공된 이래 세계에서 가장 높은 마천루과 세계에서 가장 높은 인공 구조로 지목되었다. 두바이에서 두 번째로 높은 마천루는 425 미터 (1,394 ft)의 마리나 101, 또한 세계에서 가장 높은 주거용 마천루로 서있다. 두바이의 마천루는 대부분 3개의 다른 지역에 집중되어 있다. 셰이크 자이드 로드를 따라 처음으로 개발된 지역은 두바이 마리나 지역과 비즈니스 베이 지역이었다.
전반적으로 두바이는 높이가 300 미터 (984 ft) 이상 올라가는 세계에서 가장 많은 도시로 18개의 완공된 토핑 아웃 건물이 있다. 두바이에는 높이가 최소 200 미터 (656 ft) 이상 올라간 73개의 완공된 토핑 아웃 건물이 있으며 이는 세계 어느 도시보다 많은 도시다. 가장 높은 건물 10채의 평균 높이를 기준으로 두바이는 중동과 세계에서 가장 높은 스카이라인을 보유하고 있다. 2012년 기준, 두바이의 스카이라인은 높이가 100 미터 (330 ft) 이상 상승한 248개의 건물로 세계에서 6번째로 선정되었다.
두바이에 있는 고층 건물의 역사는 1979년에 두바이 세계 무역 센터 건설으로 시작되었는데, 이는 일반적으로 도시에서 처음으로 마천루로 간주된다. 그것의 완료의 때에, 중동에 있는 가장 높은 건물로 또한 서있었다. 1999년 이후, 특히 2005년 이후로 두바이는 1999년 이후 200 미터 (656 ft) 이상의 건물 73개를 모두 갖춘 매우 높은 마천루 붐의 현장이었다. 10년이 채 안되어 이 도시는 세계에서 가장 높은 스카이라인 중 하나를 축적했다. 이제는 세계에서 가장 높은 건물, 세계에서 가장 높은 주거지, 세계에서 두 번째로 높은 호텔이 있다. 2012년 기준, 363개의 새로운 마천루가 두바이에서 공사중이다. 또한 도시 건설을 위해 제안된 640개 이상의 고층 개발 활동이 있다.

## 가장 높은 마천루
이 목록은 표준 높이 측정을 기준으로 적어도 180 미터 (591 ft) 높이에 있는 두바이 마천루를 완공하고 토핑 아웃을 표시했다. 여기에는 첨탑 및 건축 세부 사항이 포함되지만 안테나 마스트는 포함되지 않는다. 순위 뒤에 오는 등호 (=)는 두 개 이상의 마천루 사이에서 동일한 높이를 나타낸다. "연도" 열은 마천루가 완료된 연도를 나타낸다.
| 순위 | 이름                                 | 높이 m (ft)           | 층수 | 연도 | 비고 |
| ---- | ------------------------------------ | --------------------- | ---- | ---- | --- |
| 1    | 부르즈 할리파                        | 828 미터 (2,717 ft)   | 163  | 2009 | 이 마천루는 2009년에 완공되어 세계에서 가장 높은 마천루가 되었다.                                                                            |
| 2    | 마리나 101                           | 425 미터 (1,394 ft)   | 101  | 2017 | 2017년에 완공된 이 마천루는 432 파크 애비뉴 이후 세계에서 두 번째로 높은 주거용 마천루이다.                                                  |
| 3    | 프린세스 타워                        | 414 미터 (1,358 ft)   | 101  | 2012 | 전 세계에서 가장 높은 주거용 마천루이다. 이제 432 파크 애비뉴가 기록을 보유하고 있다.                                                        |
| 4    | 23 마리나                            | 392.8 미터 (1,289 ft) | 88   | 2012 | [ 13 ] [ 14 ] |
| 5    | 엘리트 레지던스                      | 381 미터 (1,250 ft)   | 87   | 2012 | [ 15 ] [ 16 ] |
| 6    | 더 어드레스 더 불러바드              | 370 미터 (1,210 ft)   | 72   | 2016 | |
| 7    | 알마스 타워                          | 360 미터 (1,180 ft)   | 68   | 2008 | 도시에서 가장 높은 사무실 마천루이다. |
| 8=   | JW 매리엇 마키스 두바이 타워 1       | 355 미터 (1,165 ft)   | 76   | 2012 | 메카 로얄 클락 타워 호텔 다음으로 세계에서 두 번째로 높은 호텔이다.                                                                          |
| 8=   | JW 매리엇 마키스 두바이 타워 2       | 355 미터 (1,165 ft)   | 76   | 2012 | [ 20 ] [ 22 ] |
| 10   | 에미리트 오피스 타워                 | 355 미터 (1,165 ft)   | 54   | 2000 | 또한 에미리트 타워 1으로 알려져 있다. |
| 11   | 더 터치                              | 352 미터 (1,155 ft)   | 79   | 2011 | 토치 타워는 2011년에 세계에서 가장 높은 주거용 마천루가 되었다.                                                                              |
| 12   | 아흐메드 압둘 라힘 알 아타르 타워    | 342 미터 (1,122 ft)   | 76   | 2017 | |
| 13   | DAMAC 레지덴체                       | 335 미터 (1,099 ft)   | 88   | 2018 | |
| 14   | 로즈 라이한 바이 로타나              | 333 미터 (1,093 ft)   | 72   | 2017 | 세계에서 두 번째로 높은 호텔이며 두바이의 첫 번째 마천루는 300 미터 (984 ft)가 넘는다.                                                       |
| 15   | 알 야쿠브 타워                       | 328 미터 (1,076 ft)   | 69   | 2013 | 런던의 웨스트 민스터 궁전 시계탑에서 영감을 얻었다.                                                                                          |
| 16   | 더 인덱스                            | 326 미터 (1,070 ft)   | 80   | 2010 | [ 31 ] [ 32 ] [ 33 ] |
| 17   | 부르즈 알 아랍                       | 321 미터 (1,053 ft)   | 60   | 1999 | 세계에서 가장 높은 마천루는 그 완공 이후 호텔로 독점적으로 사용되었다. 남성에 가장 높은 호텔은 섬을 만들었고 또한 섬에서 가장 높은 호텔이다. |
| 18   | HHHR 타워                            | 318 미터 (1,043 ft)   | 72   | 2010 | [ 36 ] [ 37 ] |
| 19   | 오션 하이츠                          | 310 미터 (1,020 ft)   | 83   | 2010 | [ 38 ] |
| 20   | 주메이라 에미리트 타워스 호텔        | 309 미터 (1,014 ft)   | 56   | 2000 | 또한 에미리트 타워 2으로 알려져 있다. |
| 21   | 카얀 타워                            | 306 미터 (1,004 ft)   | 73   | 2013 | [ 41 ] [ 42 ] |
| 22   | 더 어드레스 다운타운 두바이          | 302 미터 (991 ft)     | 63   | 2008 | 2015년 12월 31일 / 2016년 1월 31일 화재로 심각하게 손상됨                                                                                    |
| 23   | 에미리트 크라운                      | 296 미터 (971 ft)     | 63   | 2008 | [ 46 ] [ 47 ] |
| 24   | 칼리드 알 아타르 타워 2              | 294 미터 (965 ft)     | 66   | 2011 | [ 48 ] [ 49 ] |
| 25   | 술라파 타워                          | 288 미터 (945 ft)     | 75   | 2010 | [ 50 ] [ 51 ] |
| 26   | 밀레니엄 타워                        | 285 미터 (935 ft)     | 60   | 2006 | [ 52 ] [ 53 ] |
| 27   | 알 헤크마 타워                       | 282 미터 (925 ft)     | 64   | 2015 | |
| 28   | 마리나 피나클                        | 280 미터 (920 ft)     | 73   | 2011 | |
| 29   | D1                                   | 277.5 미터 (910 ft)   | 80   | 2015 | [ 54 ] [ 55 ] |
| 30   | 래디슨 로얄 호텔 두바이              | 269 미터 (883 ft)     | 60   | 2010 | [ 56 ] [ 57 ] [ 58 ] |
| 31   | 21세기 타워                          | 269 미터 (883 ft)     | 55   | 2003 | [ 59 ] [ 60 ] |
| 32=  | 알 카짐 타워 1                       | 265 미터 (869 ft)     | 53   | 2008 | [ 61 ] [ 62 ] |
| 33=  | 알 카짐 타워 2                       | 265 미터 (869 ft)     | 53   | 2008 | [ 63 ] [ 64 ] |
| 34   | 우보라 타워 1                        | 263 미터 (863 ft)     | 58   | 2010 | [ 65 ] [ 66 ] |
| 35   | 이슬라믹 뱅크 레지던셜 타워          | 261 미터 (856 ft)     | 51   | 2011 | [ 67 ] [ 68 ] |
| 36   | 비전 타워                            | 260 미터 (850 ft)     | 60   | 2008 | [ 69 ] [ 70 ] |
| 37   | 콘래드 두바이                        | 255 미터 (837 ft)     | 51   | 2013 | [ 71 ] [ 72 ] [ 73 ] |
| 38   | 두바이 매리엇 하버 호텔 & 스위트     | 254 미터 (833 ft)     | 59   | 2007 | 또한 알마르사 타워라고 알려져 있다. |
| 39   | 앙사나 스위트 타워                   | 250 미터 (820 ft)     | 49   | 2007 | [ 76 ] [ 77 ] |
| 40   | 첼시 타워                            | 250 미터 (820 ft)     | 49   | 2005 | [ 78 ] [ 79 ] |
| 41   | 아흐메드 쿠리 타워                   | 250 미터 (820 ft)     | 60   | 2013 | [ 80 ] |
| 42   | 알 테이어 타워                       | 249 미터 (817 ft)     | 59   | 2009 | [ 81 ] [ 82 ] |
| 43   | 롤렉스 타워                          | 247 미터 (810 ft)     | 63   | 2010 | [ 83 ] |
| 44=  | 알 패튼 타워                         | 245 미터 (804 ft)     | 51   | 2006 | [ 84 ] [ 85 ] |
| 45=  | 오아시스 비치 타워                   | 245 미터 (804 ft)     | 51   | 2006 | [ 86 ] [ 87 ] |
| 46   | AAM 타워                             | 244 미터 (801 ft)     | 46   | 2008 | 또한 아렌코 타워로 알려져 있다. |
| 47   | 더 타워                              | 243 미터 (797 ft)     | 54   | 2002 | [ 90 ] [ 91 ] |
| 48   | 사마 타워                            | 240 미터 (790 ft)     | 51   | 2009 | [ 92 ] [ 93 ] |
| 49=  | 처칠 레지던시                        | 235 미터 (771 ft)     | 61   | 2010 | [ 94 ] [ 95 ] |
| 50=  | 더 빌딩 바이 다만*                   | 235 미터 (771 ft)     | 65   | 2014 | 공사중 - 마천루는 2012년에 꼭대기에 오름 |
| 51   | 더 빌딩 바이 다만                    | 234 미터 (768 ft)     | 56   | 2007 | [ 99 ] [ 100 ] |
| 52   | 매그 218 타워                        | 232 미터 (761 ft)     | 66   | 2010 | [ 101 ] [ 102 ] |
| 53   | 알 테이어 타워                       | 225 미터 (738 ft)     | 59   | 2009 | 또한 마나젤 알 사파 타워로 알려져 있다. |
| 54   | 더 베이 게이트*                      | 221 미터 (725 ft)     | 53   | 2014 | 공사중 - 마천루는 2008년에 꼭대기에 올랐다.                                                                                                  |
| 55=  | 앙사나 호텔 타워                     | 221 미터 (725 ft)     | 49   | 2008 | [ 106 ] |
| 56=  | 앙사나 스위트 타워                   | 221 미터 (725 ft)     | 49   | 2007 | [ 107 ] [ 108 ] |
| 57   | 트리덴트 그랜드 레지던스             | 220 미터 (720 ft)     | 45   | 2009 | [ 109 ] |
| 58   | 알 바틴 타워                         | 220 미터 (720 ft)     | 56   | 2013 | 공사중 - 마천루는 2013년에 꼭대기에 올랐다.                                                                                                  |
| 59   | 주메이라 베이 2                      | 218 미터 (715 ft)     | 47   | 2009 | [ 112 ] [ 113 ] |
| 60=  | 주메이라 비치 레지던스 사다프 4      | 216 미터 (709 ft)     | 54   | 2007 | [ 114 ] [ 115 ] |
| 61=  | 암와즈 로타나 리조트                 | 216 미터 (709 ft)     | 25   | 2007 | [ 114 ] [ 115 ] |
| 61=  | 주메이라 비치 레지던스 사다프 4      | 216 미터 (709 ft)     | 54   | 2007 | [ 116 ] [ 117 ] |
| 62   | 알 시프 타워                         | 215 미터 (705 ft)     | 46   | 2005 | [ 118 ] [ 119 ] |
| 63=  | 그로스브너 하우스 더 레지던스        | 210 미터 (690 ft)     | 48   | 2010 | [ 120 ] [ 121 ] |
| 63=  | 그로스브너 하우스 웨스트 마리나 비치 | 210 미터 (690 ft)     | 48   | 2005 | [ 122 ] [ 123 ] |
| 63=  | 알 로스타마니 메이즈 타워            | 210 미터 (690 ft)     | 56   | 2010 | [ 124 ] |
| 63=  | 라티파 타워                          | 210 미터 (690 ft)     | 56   | 2010 | [ 125 ] |
| 63=  | 르 레브                              | 210 미터 (690 ft)     | 50   | 2006 | [ 126 ] [ 127 ] |
| 64=  | 마리나 하이츠 타워                   | 208 미터 (682 ft)     | 55   | 2006 | [ 128 ] [ 129 ] [ 130 ] |
| 64=  | 익스큐티브 타워 M                    | 208 미터 (682 ft)     | 52   | 2009 | [ 131 ] |
| 65=  | 주메이라 비치 레지던스 바하르 1      | 208 미터 (682 ft)     | 52   | 2007 | [ 132 ] [ 133 ] |
| 65=  | 마리나 크라운                        | 207 미터 (679 ft)     | 52   | 2006 | [ 134 ] [ 135 ] |
| 65=  | 타마니 호텔 마리나                   | 207 미터 (679 ft)     | 54   | 2006 | [ 136 ] [ 137 ] |
| 66   | 나시마 타워                          | 204 미터 (669 ft)     | 49   | 2010 | [ 138 ] [ 139 ] |
| 67   | 두바이 믹시드 유즈 타워              | 200 미터 (660 ft)     | 61   | 2013 | 공사중 – 마천루는 2012년에 꼭대기에 올랐다.                                                                                                  |
| 68   | 더 시타델                            | 201 미터 (659 ft)     | 48   | 2008 | [ 140 ] [ 141 ] |
| 69   | MBK 타워                             | 200 미터 (660 ft)     | 59   | 2010 | [ 142 ] |
| 70   | 샹그릴라 호텔                        | 200 미터 (660 ft)     | 43   | 2003 | [ 143 ] [ 144 ] [ 145 ] |
| 71=  | 주메이라 비치 레지던스 바하르 7      | 196 미터 (643 ft)     | 49   | 2007 | [ 146 ] [ 147 ] |
| 72=  | 주메이라 비치 레지던스 바하르 3      | 196 미터 (643 ft)     | 49   | 2007 | [ 148 ] [ 149 ] |
| 73   | 알 살람 테콤 타워                    | 196 미터 (643 ft)     | 47   | 2008 | [ 150 ] |
| 74=  | 주메이라 비치 레지던스 바하르 5      | 192 미터 (630 ft)     | 48   | 2007 | [ 148 ] [ 149 ] |
| 75=  | 두바이 몰 호텔                       | 192 미터 (630 ft)     | 37   | 2008 | [ 151 ] [ 152 ] |
| 76=  | 부르즈사이드 블러바드                | 190 미터 (620 ft)     | 49   | 2013 | 공사중 – 마천루는 2012년에 정상에 올랐다. |
| 77=  | 콩코드 타워                          | 190 미터 (620 ft)     | 45   | 2008 | [ 154 ] [ 155 ] |
| 78=  | 두바이 주얼 타워                     | 190 미터 (620 ft)     | 43   | 2008 | [ 156 ] [ 157 ] |
| 79=  | 호라이즌 타워                        | 190 미터 (620 ft)     | 45   | 2006 | [ 158 ] [ 159 ] |
| 79=  | 플래티넘 타워                        | 190 미터 (620 ft)     | 44   | 2012 | [ 160 ] [ 161 ] |
| 84   | 익스큐티브 타워 B                    | 188 미터 (617 ft)     | 47   | 2008 | [ 162 ] [ 163 ] |
| 85=  | 레이크 테라스                        | 187 미터 (614 ft)     | 40   | 2008 | [ 164 ] [ 165 ] |
| 85=  | 시드라 타워                          | 187 미터 (614 ft)     | 45   | 2009 | [ 166 ] [ 167 ] |
| 87   | 시티 프리미에르 호텔 아파트먼트      | 186 미터 (610 ft)     | 45   | 2011 | [ 168 ] [ 169 ] |
| 88=  | 에티살랏 타워 2                      | 185 미터 (607 ft)     | 33   | 2007 | [ 170 ] [ 171 ] |
| 88=  | 메스크 타워                          | 185 미터 (607 ft)     | 40   | 2003 | [ 172 ] [ 173 ] |
| 88=  | 물잔 타워                            | 185 미터 (607 ft)     | 40   | 2003 | [ 174 ] [ 175 ] |
| 88   | 카프리콘 타워                        | 185 미터 (607 ft)     | 46   | 2003 | [ 176 ] [ 177 ] |
| 92=  | 주메이라 비치 레지던스 물잔 1        | 184 미터 (604 ft)     | 46   | 2007 | [ 148 ] [ 149 ] |
| 92=  | 주메이라 비치 레지던스               | 184 미터 (604 ft)     | 46   | 2007 | [ 148 ] [ 149 ] |
| 92=  | 주메이라 비치 레지던스 바하르 6      | 184 미터 (604 ft)     | 46   | 2007 | [ 148 ] [ 149 ] |
| 92=  | 주메이라 비치 레지던스 바하르 8      | 184 미터 (604 ft)     | 46   | 2007 | [ 148 ] [ 149 ] |
| 92=  | 두바이 세게 무역 센터                | 184 미터 (604 ft)     | 39   | 1979 | [ 178 ] |
| 97   | 마리나 테라스                        | 183 미터 (600 ft)     | 38   | 2006 | [ 179 ] [ 180 ] [ 181 ] |
| 98   | 티파니 타워                          | 182 미터 (597 ft)     | 45   | 2009 | [ 182 ] [ 183 ] |
| 99=  | 베이 센트럴 2                        | 180 미터 (590 ft)     | 50   | 2013 | [ 184 ] |
| 99=  | 마자야 비즈니스 애비뉴 1             | 180 미터 (590 ft)     | 50   | 2011 | [ 185 ] |
| 99=  | 마자야 비즈니스 애비뉴 2             | 180 미터 (590 ft)     | 50   | 2011 | [ 186 ] |
| 99=  | 마자야 비즈니스 애비뉴 3             | 180 미터 (590 ft)     | 50   | 2011 | [ 187 ] |
| 99=  | 주메이라 비치 레지던스 바하르 8      | 180 미터 (590 ft)     | 45   | 2007 | [ 148 ] [ 149 ] |
| 99=  | 파크 타워즈 앳 DIFC                  | 180 미터 (590 ft)     | 47   | 2011 | |

* 마천루는 아직 공사중이지만 꼭대기에 있다.

## 가장 높은 공사중, 승인 및 제안

### 공사중
이것은 현재 두바이에서 공사중이며 적어도 180 미터 (591 ft) 높이가 될 것으로 예상되는 마천루 목록이다. 이미 공사가 중단된 공사중인 마천루와 건설이 중단된 마천루도 포함된다.
| 이름                              | 높이 m (ft)           | 층수 | 연도*     | 비고                                                             |
| --------------------------------- | --------------------- | ---- | --------- | ---------------------------------------------------------------- |
| 두바이 크릭 타워                  | 1,350 미터 (4,430 ft) | 27   | 미정      | 건설은 2016년에 시작되었다. 기초가 완료되었다.                   |
| 엔티사르 타워                     | 520 미터 (1,710 ft)   | 111  | 미정      | [ 190 ]                                                          |
| 마리나 106                        | 445 미터 (1,460 ft)   | 106  | 2024      | [ 191 ]                                                          |
| 라 메종 by HDS                    | 387.5 미터 (1,271 ft) | 105  | 미정      | 공사중                                                           |
| 마리나 101                        | 426.5 미터 (1,399 ft) | 101  | 2017      | [ 192 ] [ 193 ]                                                  |
| 일 프리모 타워                    | 356 미터 (1,168 ft)   | 88   | 2021      |                                                                  |
| 더 어드레스 더 불러바드           | 369 미터 (1,211 ft)   | 72   | 2016      | [ 194 ]                                                          |
| S 레지던스 바이 이모              | 356 미터 (1,168 ft)   | 80   | 2020      | N/A                                                              |
| DAMAC 레지덴체                    | 335 미터 (1,099 ft)   | 84   | 2016      | [ 195 ]                                                          |
| 부르즈 2020 타워 2                | 340 미터 (1,120 ft)   | 96   | 2022      | N/A                                                              |
| WOW 호텔 & 호텔 아파트먼트        | 336 미터 (1,102 ft)   | 78   | 2020      | N/A                                                              |
| 오페라 그랜드                     | 270 미터 (890 ft)     | 66   | 2019      |                                                                  |
| 더 스카이스크래퍼 (두바이)        | 330 미터 (1,080 ft)   | 66   | 2017/2018 | [ 196 ]                                                          |
| 포르테 1                          | 327 미터 (1,073 ft)   | 70   | 2020      | 포르테 1 80층                                                    |
| 비다 레지던스 다운타운 두바이     | 245 미터 (804 ft)     | 58   | 2019      | N/A                                                              |
| 바이스로이 두바이 주메이라 빌리지 | 314 미터 (1,030 ft)   | 68   | 2019      | –                                                                |
| 일 프리모 2                       | 300 미터 (980 ft)     | 71   | 2020      |                                                                  |
| 두바이 펄                         | 300 미터 (980 ft)     | 73   | 2021      | [ 197 ]                                                          |
| 비다 레지던스 두바이 오페라       | 219 미터 (719 ft)     | 71   | 2020      |                                                                  |
| 투놀라 타워                       | 285 미터 (935 ft)     | 61   | 2021      | 2007년에 시작된 건설은 2011년에 보류중이었고 2018년 2월에 재개됨 |
| D1                                | 284 미터 (932 ft)     | 80   | 2014      | 공사중 - 마천루는 2012년에 꼭대기에 올랐다.                      |
| 알 헤크마 타워                    | 282 미터 (925 ft)     | 64   | 2014      | [ 198 ] [ 199 ]                                                  |
| 포르테 2                          | 204 미터 (669 ft)     | 42   | 2020      | 포르테 2 50층                                                    |
| A 타워 (두바이)                   | 333 미터 (1,093 ft)   | 62   | 2021      |                                                                  |
| 더 어드레스 레지던스 스카이 뷰    | 261 미터 (856 ft)     | 60   | 2018      | N/A                                                              |
| 더 레지던스 앳 마리나 게이트 1    | 256 미터 (840 ft)     | 66   | 2019      | N/A                                                              |
| DAMAC 파라마운트 호텔 & 레지던스  | 278 미터 (912 ft)     | 69   | 2016      | [ 200 ]                                                          |
| DAMAC 메이슨 파라마운트 타워 1    | 278 미터 (912 ft)     | 69   | 2016      | [ 201 ]                                                          |
| DAMAC 메이슨 파라마운트 타워 2    | 278 미터 (912 ft)     | 69   | 2016      | [ 202 ]                                                          |
| DAMAC 메이슨 파라마운트 타워 3    | 278 미터 (912 ft)     | 69   | 2016      | [ 203 ]                                                          |
| 파라마운트 타워 호텔 & 레지던스   | 250 미터 (820 ft)     | 65   | 2019      |                                                                  |
| 알 소포우 딕 타워                 | 253 미터 (830 ft)     | 55   | 2021      | N/A                                                              |
| ICD 브룩필드 플레이스             | 282 미터 (925 ft)     | 54   | 2019      |                                                                  |
| 비다 레지던스 두바이 몰           | 228 미터 (748 ft)     | 56   | 2020      | N/A                                                              |
| 센트럴 타워                       | 211 미터 (692 ft)     | 49   | 2021      | N/A                                                              |
| 블러바드 하이츠 2                 | 205 미터 (673 ft)     | 50   | 2018      |                                                                  |
| 더 팜 타워                        | 240 미터 (790 ft)     | 52   | 2019      | 호텔 8 스타 더 팜 타워 앤 나킬 몰                                |
| 더 빌딩 바이 다만                 | 235 미터 (771 ft)     | 65   | 2013      | 공사중 - 마천루는 2011년에 꼭대기에 올랐다.                      |
| 부르즈 알 살람                    | 235 미터 (771 ft)     | 58   | 2013      | [ 204 ] [ 205 ]                                                  |
| 액트 원                           | 214 미터 (702 ft)     | 52   | 2019      |                                                                  |
| 더 레지던스 앳 마리나 게이트 2    | 254 미터 (833 ft)     | 55   | 2017      | N/A                                                              |
| 더 베이 게이트                    | 221 미터 (725 ft)     | 53   | 2014      | 공사중 - 마천루는 2008년에 꼭대기에 올랐다.                      |
| 알 바틴 타워                      | 220 미터 (720 ft)     | 55   | 2013      | 공사중 - 마천루는 2013년에 꼭대기에 올랐다.                      |
| 액트 투                           | 180 미터 (590 ft)     | 46   | 2019      | 액트 투 164.m                                                    |
| 블러바드 하이츠 1                 | 188 미터 (617 ft)     | 40   | 2018      |                                                                  |
| 비치 타워                         | 205 미터 (673 ft)     | 48   | 2021      | N/A                                                              |
| 다운타운 뷰                       | 200 미터 (660 ft)     | 55   | 2020      |                                                                  |
| 두자 타워                         | 195 미터 (640 ft)     | 51   | 2012      | [ 206 ] [ 207 ]                                                  |
| 임페리얼 애비뉴                   | 192 미터 (630 ft)     | 45   | 2019      | 럭셔리 레지던스 더 임페리얼 애비뉴 다운타운 두바이               |
| 두바이 스타                       | 191 미터 (627 ft)     | 46   | 2013      | [ 208 ] [ 209 ]                                                  |

*대시 (—)가 있는 테이블 항목은 완공 날짜에 대한 정보가 아직 릴리스되지 않았음을 나타낸다.

### 보류....
이 표에는 두바이에서  공사중이었던 마천루가 나열되어 있고 높이가 180 미터 (591 ft) 이상으로 상승할 것으로 예상되었으나 현재 보류중인 마천루가 나열되어 있다. 공식적으로 취소되지는 않았지만 각 개발 단계마다 공사가 중단되었다.
| 이름                                | 높이 m (ft)         | 층수 | 연도 (est.) | 비고                                                           |
| ----------------------------------- | ------------------- | ---- | ----------- | -------------------------------------------------------------- |
| 펜토미니엄                          | 515 미터 (1,690 ft) | 122  | 2024        | 공사가 재개되면 세계에서 가장 높은 주거용 마천루가 될 것이다.  |
| 아랍텍 타워                         | 369 미터 (1,211 ft) | 77   | 2017        | 2014년에 건설이 시작되었다. 2015년 건설이 중단되고 보류중이다. |
| I&M 타워                            | 290 미터 (950 ft)   | 46   | 2012        | [ 212 ] [ 213 ]                                                |
| 켐핀식 레지던스 비즈니스 베이       | 276 미터 (906 ft)   | 63   | 2019        |                                                                |
| 더 팜 트럼프 인터내셔널 호텔 & 타워 | 270 미터 (890 ft)   | 62   | 2011        | [ 214 ]                                                        |
| 메트로 타워                         | 250 미터 (820 ft)   | 45   | 2012        | [ 215 ] [ 216 ]                                                |
| 아난타라 호텔                       | 234 미터 (768 ft)   | 45   | 2008        | [ 217 ]                                                        |
| 티아라 유나이티드 타워 1            | 225 미터 (738 ft)   | 61   | 2010        | [ 218 ] [ 219 ]                                                |
| 티아라 유나이티드 타워 2            | 225 미터 (738 ft)   | 61   | 2010        | [ 220 ] [ 221 ]                                                |
| 주메이라 레이크 아파트먼트          | 219 미터 (719 ft)   | 40   | 2008        | [ 222 ]                                                        |
| 주메이라 레이크 오피스              | 219 미터 (719 ft)   | 40   | 2008        | [ 223 ]                                                        |
| 알 보라크 타워                      | 210 미터 (690 ft)   | 45   | 2009        | [ 224 ] [ 225 ]                                                |

### 승인됨
이 표에는 두바이에서 건설 승인을 받은 마천루가 나열되어 있으며 높이가 180 미터 (591 ft) 이상으로 상승할 것으로 예상되는 마천루를 나열한다.
| 이름                               | 높이* m (ft)        | 층수 | 연도* (est.) | 비고 |
| ---------------------------------- | ------------------- | ---- | ------------ | --- |
| 두바이 원                          | 711 미터 (2,333 ft) | 161  | 2021         | 메이단 원으로도 알려져 있다. 완공되면 부르즈 할리파 다음으로 두 번째로 높은 타워가 될 것이다. 두바이 원은 적어도 700m에 도달하고 2021년까지 완공될 것으로 예상된다.                                                                 |
| 부르즈 2020                        | 660 미터 (2,170 ft) | 115  | 2028         | 부르즈 2020은 뉴욕에서 막 건설된 원 월드 트레이드 센터를 능가하는 세계에서 가장 큰 상업용 타워가 될 것이다. 타워 지구는 상업, 소매 및 호텔 숙박 시설을 제공한다. 타워와 그 주변 지역은 두바이 국제자유무역지대에도 추가될 예정이다. |
| 더 주메이라 비즈니스 베이          | 489 미터 (1,604 ft) | 100  | 2023         | |
| 비다 레지던스 두바이 마리나        | –                   | 57   | 2020         | |
| 더 어드레스 주메이라 리조트 & 스파 | –                   | 74   | 2019         | |
| 호텔 레지던스 앗 메이단 비치       | 257 미터 (843 ft)   | 55   | —            | |
| 뉴 두바이 스카이라인 타워          | 400 미터 (1,300 ft) | 101  |              | |
| SZR 타워                           | 385 미터 (1,263 ft) | 100  | 2018         | |
| 두바위 타워                        | 332 미터 (1,089 ft) | 84   | –            | N/A |
| 비즈니스 베이 타워                 | 365 미터 (1,198 ft) | 76   |              | |
| RP 원 타워                         | 315 미터 (1,033 ft) | 95   | –            | |
| 어드벤트즈 타워                    | 328 미터 (1,076 ft) | 68   | —            | N/A |
| 에이콘 시티                        | 351 미터 (1,152 ft) | 65   | 2020         | |
| SRG 타워                           | 471 미터 (1,545 ft) | 111  | 2022         | |
| 언네임드 타워                      | 280 미터 (920 ft)   | 50   |              | |
| 원 자빌                            | 330 미터 (1,080 ft) | 94   | 2021         | |
| 알 와시 타워                       | 302 미터 (991 ft)   | 64   | 2020         | |
| 비다 자빌                          | 329 미터 (1,079 ft) | 73   | 2022         | |
| 블러바드 크레센트                  |                     | 41   | —            | |
| 타이거 비즈니스 베이 가이드 타워   | 296 미터 (971 ft)   | 65   | —            | |
| 블러바드 포인트                    | 279 미터 (915 ft)   | 69   | 2019         | N/A |
| 버텍스 타워                        | 298 미터 (978 ft)   | 83   | –            | |
| 더 그랜드 블러바드 타워            | 291 미터 (955 ft)   | 69   | —            | [ 229 ] |
| 마리나 아케이드                    | 268 미터 (879 ft)   | 65   | —            | [ 230 ] |
| 그란데 앗 더 오페라 디스트릭트     | 338 미터 (1,109 ft) | 79   | 2022         | |
| 부르즈 비스타                      | 272 미터 (892 ft)   | 63   | 2018         | [ 231 ] |
| 피프티 투 (52)                     | –                   | 52   | 2020         | |
| JB 타워                            | 264 미터 (866 ft)   | 60   | —            | [ 232 ] |
| 팜 360                             | 260 미터 (850 ft)   | 43   | 2021         | N/A |
| 이스캔 타워                        | 256 미터 (840 ft)   | 60   | —            | [ 233 ] |
| 부르즈 파크 3                      | 253 미터 (830 ft)   | 60   | —            | |
| 더 어드레스 레지던스 두바이 오페라 | 229 미터 (751 ft)   | 65   | 2020         | |
| 더 어드레스 레지던스 포운틴 뷰     | 331 미터 (1,086 ft) | 77   | 2019         | [ 234 ] |
| 부르즈사이드 테라스                | 248 미터 (814 ft)   | 62   | —            | [ 235 ] |
| 더 레지던스 앗 마리나 게이트 3     | 239 미터 (784 ft)   | 47   | 2019         | |
| 다운타운 뷴 2                      | 258 미터 (846 ft)   | 67   | 2020         | |
| 알 합투르 누라 & 암나              | 307 미터 (1,007 ft) | 75   | 2018         | |
| 알 합투르 메라                     | —                   | 52   | 2018         | |
| 더 맨션 앗 부르즈 할리파           | 227 미터 (745 ft)   | 60   | —            | [ 236 ] |
| 닐리 타워                          | 220 미터 (720 ft)   | 57   | —            | 낡은 제안으로 간주됨 |
| 알 보라크 타워                     | 210 미터 (690 ft)   | 45   | —            | [ 224 ] [ 225 ] |
| 아이리스 미스트                    | 200 미터 (660 ft)   | 54   | —            | [ 239 ] [ 240 ] |
| 더 셰필드 타워                     | 200 미터 (660 ft)   | 46   | —            | [ 241 ] [ 242 ] |
| 포천 아라아메스                    | 200 미터 (660 ft)   | 45   | —            | 낡은 제안으로 간주됨 |
| 메슴릭 뱅크                        | 195 미터 (640 ft)   | 36   | 2019         | |
| 엘 마타도르 타워                   | 185 미터 (607 ft)   | 43   | —            | 낡은 제안으로 간주됨 |
| 마그 220 타워                      | 180 미터 (590 ft)   | 45   | —            | 낡은 제안으로 간주됨 |
| 포투 (45)                          |                     | 42   | 2020         | |
| 팜 비치 레지던스 바이 나킬         | 180 미터 (590 ft)   | 38   | 2021         | |
| 아라비안 크라우네                  | 180 미터 (590 ft)   | 45   | —            | 낡은 제안으로 간주됨 |

*대시 (—)가 있는 테이블 항목은 완공 날짜에 대한 정보가 아직 릴리스되지 않았음을 나타낸다.

### 제안됨
이 표에는 두바이에서 건설 예정인 마천루가 나열되어 있으며 적어도 180 미터 (591 ft) 높이로 상승할 것으로 예상된다.
| 이름                   | 높이* ft (m)          | 층수 | 연도* (est.) | 비고                                                                                                   |
| ---------------------- | --------------------- | ---- | ------------ | --- |
| 두바이 시티 타워       | 2,400 미터 (7,900 ft) | 400  | 2025         | 또한 두바이 수직 도시로 알려져 있음 두바이 시티 타워는 완공될 때 사람이 만든 가장 높은 탑이 될 것이다. |
| 더 니들                |                       |      |              | 부르즈 할리파보다 약간 높음                                                                            |
| 1 파크 애비뉴          | 600 미터 (2,000 ft)   | 125  | 2026         | 낡은 제안으로 간주됨                                                                                   |
| 부르즈 알 패튼         | 463 미터 (1,519 ft)   | 97   | —            | 낡은 제안으로 간주됨                                                                                   |
| DIFC 타워 1            | 420 미터 (1,380 ft)   | 100  | 2015         | [ 255 ]                                                                                                |
| 다이내믹 타워          | 420 미터 (1,380 ft)   | 80   | 2010         | [ 256 ]                                                                                                |
| P-17                   | 379 미터 (1,243 ft)   | 78   | 2011         | 또한 하드락 호텔으로 알려짐                                                                            |
| 시그니처 타워 오피스   | 357 미터 (1,171 ft)   | 75   | —            | 낡은 제안으로 간주됨                                                                                   |
| 더 서클                | 330 미터 (1,080 ft)   | 66   | —            | 낡은 제안으로 간주됨                                                                                   |
| 셰이크 하셔 타워       | 291 미터 (955 ft)     | 62   | —            | 낡은 제안으로 간주됨                                                                                   |
| 시그니처 타워 호텔     | 286 미터 (938 ft)     | 65   | —            | 낡은 제안으로 간주됨                                                                                   |
| G-타워                 | 280 미터 (920 ft)     | 45   | 2012         | [ 264 ] [ 265 ]                                                                                        |
| 마다인 호텔            | 270 미터 (890 ft)     | 65   | —            | [ 261 ]                                                                                                |
| 시그니처 타워 레지던셜 | 232 미터 (761 ft)     | 55   | —            | 낡은 제안으로 간주됨                                                                                   |
| 사바 타워 4            | 222 미터 (728 ft)     | 47   | —            | [ 267 ] [ 268 ]                                                                                        |

*대시 (—)가 있는 테이블 항목은 마천루 높이 및 / 또는 완공 날짜에 관한 정보가 아직 공개되지 않았음을 나타낸다.

## 가장 높은 마천루의 타임라인

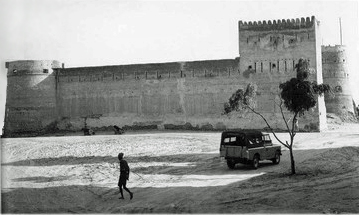
알 파히디 포트는 두바이에서 가장 오래된 건물으로 179년에 가장 높았다.

한때 두바이에서 가장 높은 건물 목록이다. 두바이의 최근 대형 마천루 붐에도 불구하고 목록에 7개 건물만 있다.
| 이름                  | 가장 높은 연도 | 높이 m (ft)                 | 층수 | 각주    |
| --------------------- | -------------- | --------------------------- | ---- | ------- |
| 알 파히디 포트        | 1799–1973      | 23 미터 (75 ft)             | 1    | [ 270 ] |
| 셰이크 라시드 빌딩    | 1973–1978      | 69 미터 (226 ft)            | 17   | [ 271 ] |
| 두바이 세계 무역 센터 | 1979–1999      | 184 미터 (604 ft)           | 39   | [ 272 ] |
| 부르즈 알 아랍        | 1999–2000      | 321 미터 (1,053 ft)         | 60   | [ 34 ]  |
| 에미리트 오피스 타워  | 2000–2008      | 355 미터 (1,165 ft) / 1,163 | 56   | [ 23 ]  |
| 알마스 타워           | 2008–2009      | 360 미터 (1,180 ft)         | 74   | [ 18 ]  |
| 부르즈 할리파         | 2009–현재      | 828 미터 (2,717 ft)         | 163  | [ 2 ]   |

## 같이 보기
- 아시아의 마천루 목록
- 아랍에미리트의 마천루 목록